# ترومبوز سینوس کاورنوس
ترومبوز سینوس کاورنوس (به انگلیسی:Cavernous sinus thrombosis)، به ایجاد شدن لخته خون در سینوس کاورنوس گفته می‌شود. سینوس کاورنوس در سطوح کناری استخوان اسفنویید و در ناودان کاروتید و منتقل‌کننده خون کم اکسیژن از مغز به قلب قرار دارد. علت آن عموماً گسترش عفونت از بینی، دندان، گوش‌ها، سایر سیسنوس‌ها، استافیلوکوکوس اورئوس و استرپتوکوکوس است و بروز ان در خانم‌ها بیشتر است.

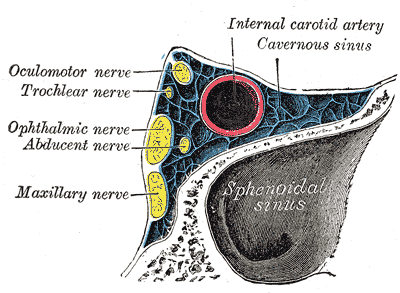
تصویری از سینوس کارنوس

## علائم
علائم ان ممکن است متفاوت باشد، اما علائم شایع ان عموماً مربوط به ساختارهای درون کاورنوس سینوس، مخصوصاً اعصاب کرانیال III-VI و رگ‌های مربوط به حفره اربیت و چشم است.
علائم کلاسیک ان مانند شروع ناگهانی یک طرفه ادم، سردرد، فوتوفوبیا و اگزوفتالمی نیز ممکن است دیده شود.
علائم دیگر ان شامل:
افتادگی پلک، تورم ملتحمه و فلجی اعصاب کرانیال مخصوصاً فلجی ششمین عصب شایعتر است. سردرد، کوری یا کاهش بینایی، تب، تاکی کاردیا، سپتیسمی، خونریزی شبکیه.

## علت
علت معمول ان نتیجه گسترش عفونت در بینی، سینوس‌های اتموئید و اسفنویید و دندان می‌باشد. محل‌های کمتر معمول عفونت شامل لوزه‌ها، کام نرم، گوش میانی یا چشم می‌باشد.
استافیلوکوکوس اورئوس معمول‌ترین میکروب عفونتزا در %۷۰ موارد است و استرپتوکوکوس در جایگاه دوم قرار دارد. باکتریهای گرم منفی و باکتری‌های بی هوازی نیز ممکن است باعث ایجاد این بیماری شوند.

## تشخیص
تشخیص ترومبوز سینوس کاورنوس یک تشخیص کلینیکال است که با انجام تست‌های آزمایشگاهی و مطالعات تصویربرداری تأیید می‌شود.

### تست‌های آزمایشگاهی
- CBC
- ESR
- کشت خون
- پونکسیون کمری (برای رد کردن وجود مننژیت)

### مطالعات تصویربرداری
تصویربرداری از سینوس‌های جمجمه در تشخیص کمک‌کننده می‌باشند.
در سی تی اسکن با کنتراست افزایش یافته ممکن است سینوزیت، ضخیم شدن رگ افتالمیک، و پرشدگی غیرعادی در سینوس کاورنوس دیده شود.
ام ار ونوگرام (MR venogram) نسبت به سی تی اسکن حساس تر است و تشخیص ترومبوز سینوس کاورنوس با ان دقیق تر است. یافته‌ها ممکن است شامل بدشکلی در سینوس کاورنوس باشد.
رگ نگاری مغز نیز ممکن است استفاده شود اما به دلیل تهاجمی بودن و نداشتن حساسیت بالا کمتر مورد استفاده قرار می‌گیرد.

### تشخیص‌های افتراقی
- ورم چشم
- سکته
- سردرد میگرنی
- لخته درون شریان کاروتید داخلی
- بیرونزدگی غده تیروید
- تومور مغزی
- مننژیت
- آماس الرژیک
- ضربه
- ماکرومیکوزیس

## درمان
تشخیص محل اولیه عفونت و درمان ان، بهترین راه برای جلوگیری از ایجاد ترومبوز سینوس کاورنوس است.

### آنتی بوتیک
عموماً داروهای گسترده اثر تا زمان پیدا شدن عامل اصلی ایجاد عفونت استفاده می‌شوند. داروهایی مانند: نافسیلین، سفوتاکسیم و مترودینازول.

### هپارین
استفاده از این دارو بحث‌برانگیز است. اما استفاده از ان ریسک ایجاد ترومبوز را کاهش می‌دهد.

### استرویید
استفاده از این نوع نیز بحث‌برانگیز است، با این حال استفاده از کورتیکواسترویید ممکن است نقشی حیاتی در بیماران مبتلا به بحران ادیسونین داشته باشد که به علت ایسکمی یا نکروز هیپوفیز است که به بیماری ترومبوز سینوس کاورنوس دچار می‌شود.

### جراحی
تخلیه جراحی زمانی انجام می‌شود که محل اولیه عفونت سینوس اسفنویید باشد.